# Phuang malai

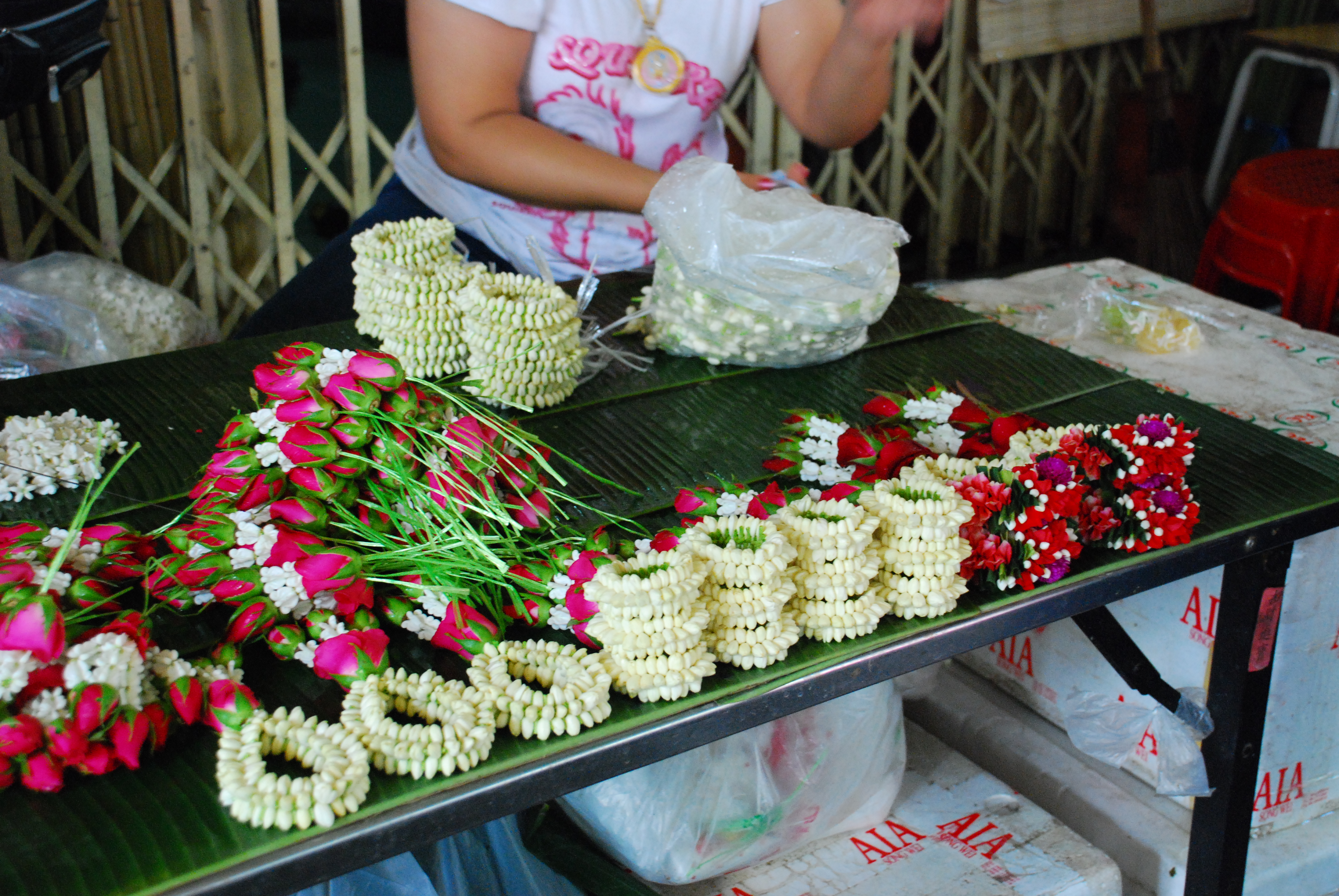
Grinaldas phuang malai de várias formas.

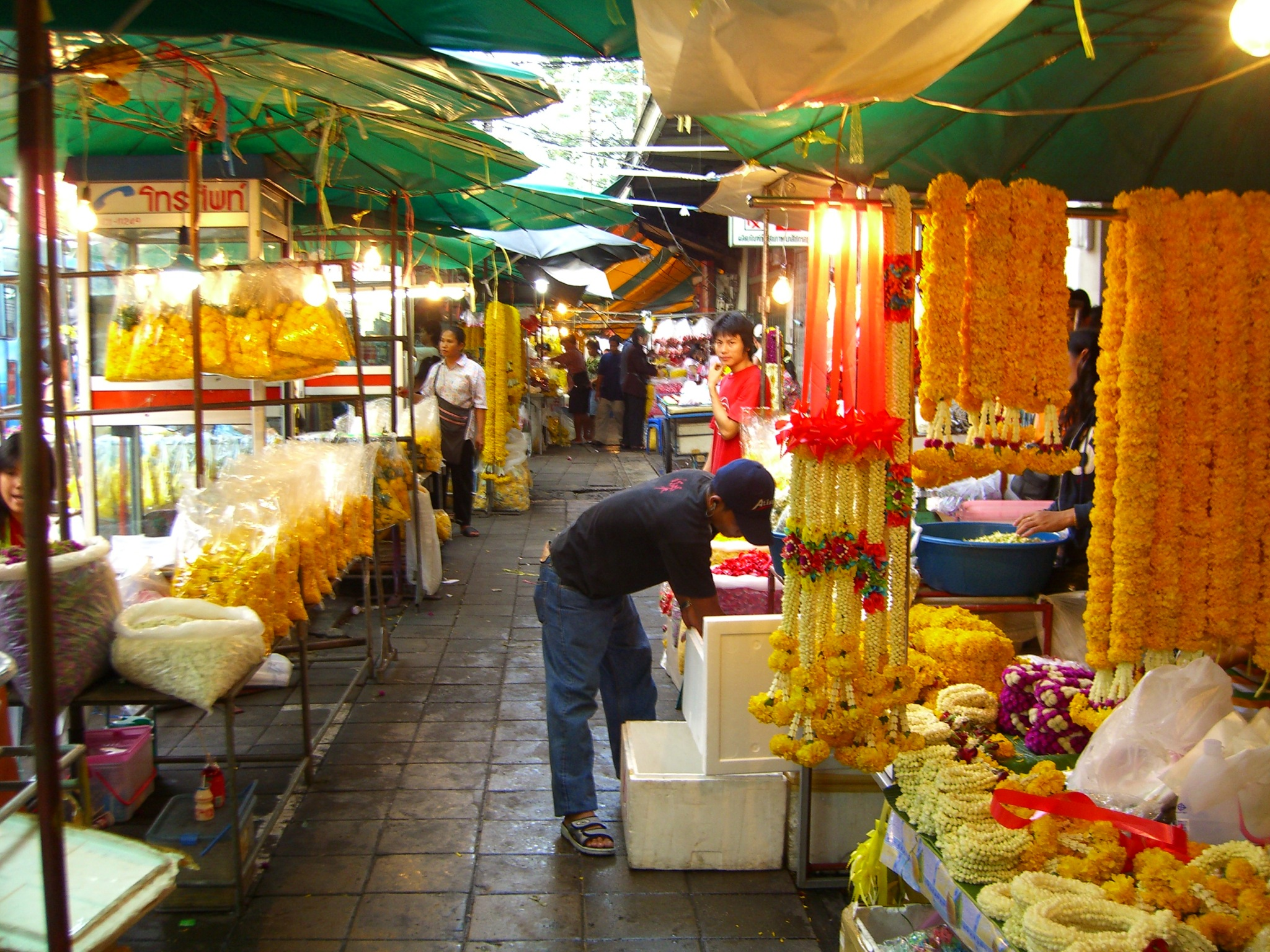
Mercado Pak Khlong Talat com phuang malai à venda.

Phuang Malai (พวงมาลัย) é um ornamento feito de flores em forma de guirlanda. Estes objetos são normalmente utilizados como oferendas ou guardados para dar sorte.